# Saint-Cyr-les-Colons
Saint-Cyr-les-Colons és un municipi francès, situat al departament del Yonne i a la regió de Borgonya - Franc Comtat. L'any 2007 tenia 412 habitants.

## Demografia

### Població
El 2007 la població de fet de Saint-Cyr-les-Colons era de 412 persones. Hi havia 181 famílies, de les quals 67 eren unipersonals (24 homes vivint sols i 43 dones vivint soles), 51 parelles sense fills, 55 parelles amb fills i 8 famílies monoparentals amb fills.
La població ha evolucionat segons el següent gràfic:
Habitants censats

### Habitatges
El 2007 hi havia 248 habitatges, 186 eren l'habitatge principal de la família, 30 eren segones residències i 32 estaven desocupats. 238 eren cases i 9 eren apartaments. Dels 186 habitatges principals, 156 estaven ocupats pels seus propietaris, 26 estaven llogats i ocupats pels llogaters i 4 estaven cedits a títol gratuït; 1 tenia una cambra, 12 en tenien dues, 39 en tenien tres, 49 en tenien quatre i 85 en tenien cinc o més. 126 habitatges disposaven pel capbaix d'una plaça de pàrquing. A 85 habitatges hi havia un automòbil i a 77 n'hi havia dos o més.

### Piràmide de població
La piràmide de població per edats i sexe el 2009 era:
| Homes | Edats   | Dones |
| ----- | ------- | ----- |
| 0     | 95 o +  | 0     |
| 0     | 90 a 94 | 0     |
| 4     | 85 a 89 | 0     |
| 0     | 80 a 84 | 0     |
| 8     | 75 a 79 | 12    |
| 16    | 70 a 74 | 12    |
| 12    | 65 a 69 | 16    |
| 4     | 60 a 64 | 8     |
| 4     | 55 a 59 | 8     |
| 8     | 50 a 54 | 16    |
| 28    | 45 a 49 | 24    |
| 16    | 40 a 44 | 20    |
| 12    | 35 a 39 | 0     |
| 12    | 30 a 34 | 12    |
| 4     | 25 a 29 | 20    |
| 8     | 20 a 24 | 8     |
| 8     | 15 a 19 | 16    |
| 8     | 10 a 14 | 4     |
| 8     | 5 a 9   | 16    |
| 24    | 0 a 4   | 0     |

## Economia
El 2007 la població en edat de treballar era de 265 persones, 209 eren actives i 56 eren inactives. De les 209 persones actives 194 estaven ocupades (102 homes i 92 dones) i 15 estaven aturades (5 homes i 10 dones). De les 56 persones inactives 22 estaven jubilades, 19 estaven estudiant i 15 estaven classificades com a «altres inactius».

### Ingressos
El 2009 a Saint-Cyr-les-Colons hi havia 193 unitats fiscals que integraven 424,5 persones, la mediana anual d'ingressos fiscals per persona era de 16.763 €.

### Activitats econòmiques
Dels 13 establiments que hi havia el 2007, 2 eren d'empreses extractives, 1 d'una empresa alimentària, 1 d'una empresa de fabricació d'altres productes industrials, 3 d'empreses de construcció, 3 d'empreses de comerç i reparació d'automòbils, 1 d'una empresa immobiliària i 2 d'empreses de serveis.
Dels 3 establiments de servei als particulars que hi havia el 2009, 1 era un paleta, 1 guixaire pintor i 1 electricista.
Dels 3 establiments comercials que hi havia el 2009, 2 eren fleques i 1 una sabateria.
L'any 2000 a Saint-Cyr-les-Colons hi havia 17 explotacions agrícoles que ocupaven un total de 2.847 hectàrees.

## Equipaments sanitaris i escolars
El 2009 hi havia una escola elemental.

## Poblacions més properes
El següent diagrama mostra les poblacions més properes.